# Candida
Candida — рід анаморфних дріжджів. Кілька видів роду, найбільш відомий з яких Candida albicans, є опортуністичними патогенами, які спричинюють кандидоз — захворювання людини та інших тварин, особливо серед пацієнтів з імунодефіцитом. Представники роду, зокрема C. albicans, загалом є мешканцями флори кишки тварин.
Протягом кінця XX-го — початку XXI століття медичне суспільство усвідомило медичну важливість опортуністичних інфекцій, які спричинювали представники роду Candida, перш за все через збільшення числа імунодефіцитних пацієнтів, особливо хворих на СНІД, які надзвичайно сприйнятливі до опортуністичних інфекцій. Тим часом, було завершено секвенування геномів кількох видів Candida, допомагаючи дослідженню біології цих організмів з геномної точки зору. Дослідження Candida та інших дріжджів має важливе значення для знаходження методів лікування кандидозу та пов'язаних грибкових захворювань.
У виноробстві, деякі види Candida можуть потенційно зіпсувати вино.

## Біологічні властивості
При вирощуванні в лабораторних умовах, Candida виглядає як великі, круглі, білі або кремові (albicans означає «білуваті» на латині) колонії, які мають запах дріжджів на чашці з агаром при кімнатній температурі. C. albicans ферментують глюкозу і мальтозу у кислоту і газ, сахарозу в кислоту, і не ферментують лактозу, що дозволяє відрізнити їх від інших видів Candida.

## Патогенність
Candida є майже завжди в малих кількостях на здоровій шкірі дорослих, а C. albicans є частиною нормальної флори слизових оболонок органів дихання, шлунково-кишкового тракту і жіночих статевих шляхів. Сухість шкіри в порівнянні з іншими тканинами запобігає зростанню грибків, але на пошкодженій шкірі або в зонах складок грибки здатні зростати швидше.
Надмірна поява декількох видів включаючи C. albicans може привести до кандидозу, починаючи від поверхневих клінічних форм, таких як оральний або вагінальний кандидоз, до системних, таких як кандидемія та інвазивний кандидоз. Оральний кандидоз часто зустрічається у людей, які носять зубні протези. У здорових людей такі ураження можуть бути вилікувані місцевими або системними протигрибковими засобами (звичайним безпосереднім протигрибковими ліками такими як міконазол або клотримазол). В ослаблених хворих або з імунодефіцитом, або при внутрішньовенному потраплянні, кандидоз може перебігати з абсцесами, тромбофлебітом, ендокардитом, або ураженням очей та інших органів. Зазвичай, лише відносно значна нейтропенія є необхідною умовою для того, щоб представники роду Candida пройшли через захист шкірного покрову і спричинили захворювання у глибших тканинах. У таких випадках, зараження глибших тканин виникає через травматичне пошкодження інфікованих ділянок шкіри.

## Застосування
У поєднанні з вуглецевими нанотрубками C. albicans може використовуватися для виробництва стабільних електропровідних матеріалів біо-нано-композитних тканин, які використовуються як елементи вимірювання температури.
Candida antarctica є джерелом для виробництва промислово важливих ліпаз.